# Панноний, Ян
Ян Панноний или Иван Чешмицкий (лат. Janus Pannonius, хорв. Ivan Česmički, венг. Csezmiczei János или Kesencei János; 29 августа 1434, Чешмич (теперь Чазма) — 27 марта 1472, замок Медведград, рядом с Загребом) — венгерский и хорватский поэт эпохи Возрождения в Королевстве Венгрии и один из самых известных деятелей гуманистической поэзии в Европе, епископ Печа, дипломат, славонский бан. Считается первым венгерским поэтом. Писал на латинском языке.

## Биография
Родился в небольшой деревне недалеко от реки Драва в исторической области на востоке Хорватии — Славонии в семье хорватского дворянина. Был племянником Архиепископа Витеза.
Первоначальное образование получил в семье у матери, затем в 1447 году дядя послал Яна в Италию для продолжения учёбы в школе Гуарино да Верона в Ферраре, где учащиеся получали образование, изучая труды латинских и греческих авторов.
У Паннония рано проявились творческие способности к классическому стихосложению. В возрасте тринадцати лет он написал свою первую эпиграмму.
Высшее образование по каноническому праву завершил в университете Падуи, где впервые познакомился с идеями итальянского Возрождения. Большое влияние на Яна в это время оказало философское учение неоплатонизма Марсилио Фичино. Тогда же он познакомился с самыми выдающимися итальянскими гуманистами.
После стажировки в Риме, в 1458 году вернулся в Королевство Венгрия, где занимал различные высокие духовные посты в католической церкви.
Получил признание при дворе короля Матьяша I Корвина, покровителя художников и ученых.
Некоторое время Панноний работал канцлером королевы Беатрисы Арагонской.
В 1471 году против короля Матьяша I был организован заговор значительной части феодалов, обеспокоенных агрессивной внешней политикой и амбициями правителя. Идейными вдохновителями движения стали Панноний и его дядя — архиепископ Янош Витез.
Заговор провалился, поэтому Панноний решил бежать в Италию, однако умер в пути в хорватской крепости Medvevár (теперь Медведград).

## Творчество
Автор стихов на латыни, в том числе более 100 эпиграмм (эпитафий), панегириков и др.
Произведения Яна Паннония стали известны, начиная с XVI века, как в Венгрии, так и за её рубежами. Он был известен в Европе как представитель свободомыслия Возрождения, проповедовавший антиклерикальные эпикурейские идеи.
Творчество поэта высоко ценили в Европе, в частности, Эразм Роттердамский и Джозуэ Кардуччи.
Первое полное издание его работ осуществил Са́муель Телеки в 1784 году. С конца XVIII века его произведения начали переводить на венгерский язык.

## Память

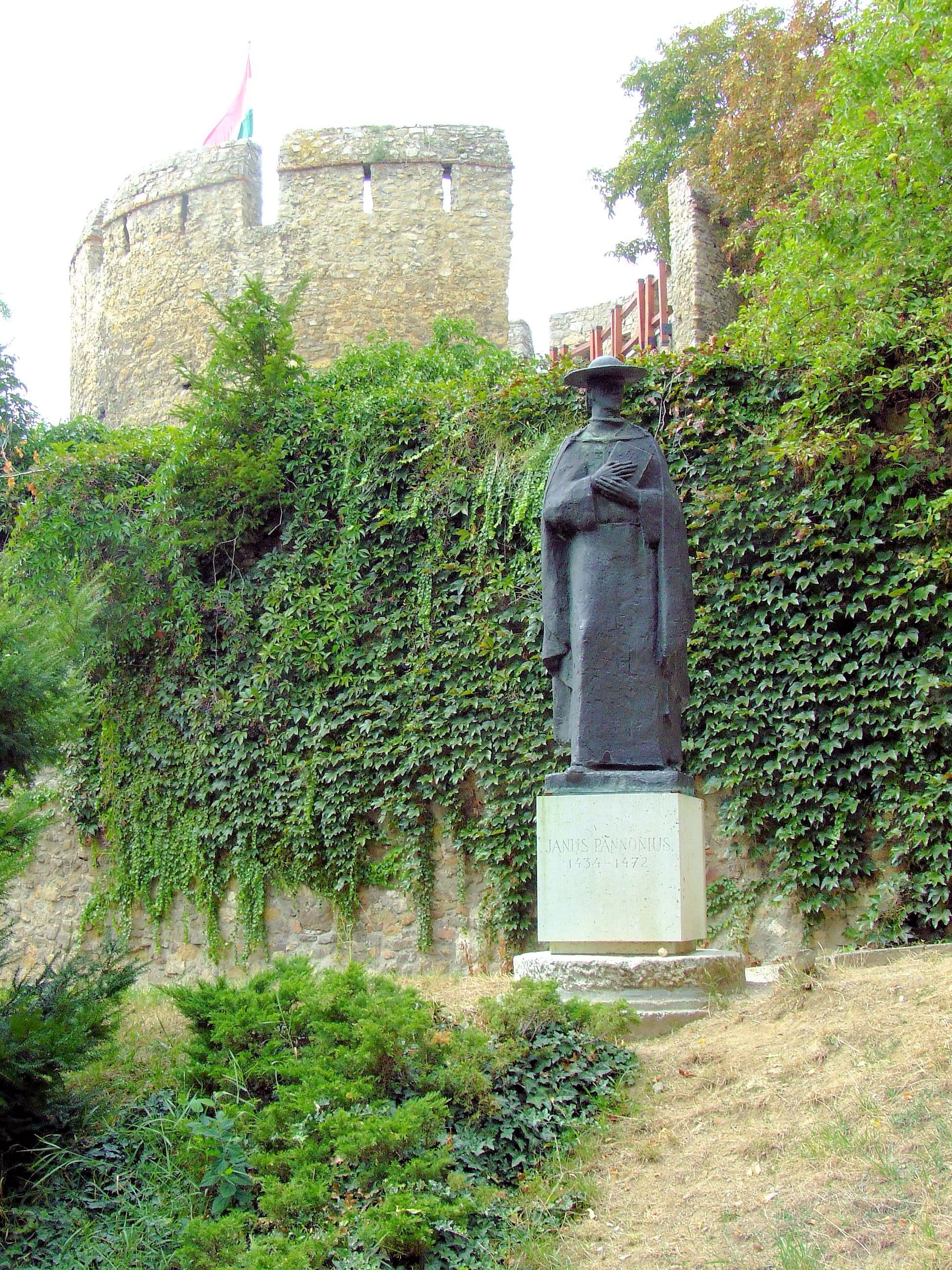
Памятник поэту и гуманисту Яну Паннонию в г. Печ

В Венгрии в городе Печ имя Яна Паннония присвоено Университету — Janus Pannonius University (Janus Pannonius Tudományegyetem).
Там же установлен памятник поэту и гуманисту Яну Паннонию.